# Пек (Белгия)
Вижте пояснителната страница за други значения на Пек.
Пек (на френски: Pecq) е селище в югозападна Белгия, окръг Турне на провинция Ено. Населението му е около 5 600 души (2015).

## География
Пек е разположен на 23 метра надморска височина на левия бряг на река Схелде в Средноевропейската равнина, на 5 километра източно от границата с Франция и на 10 километра северозападно от центъра на град Турне.